# Ibragimkend
Ibragimkend är en ort i Azerbajdzjan.   Den ligger i distriktet Şəki Rayonu, i den centrala delen av landet, 230 km väster om huvudstaden Baku. Ibragimkend ligger 389 meter över havet och antalet invånare är 672.
Terrängen runt Ibragimkend är platt åt nordost, men åt sydväst är den kuperad. Närmaste större samhälle är Sheki, 19,5 km norr om Ibragimkend. 
Trakten runt Ibragimkend består till största delen av jordbruksmark. Runt Ibragimkend är det ganska glesbefolkat, med 38 invånare per kvadratkilometer.